# 黃詠商
黃詠商（1856年—1897年），廣東省香山縣（今中山縣）人。家族世居澳門。清朝兴中会人物。

## 生平
其父親黃勝是香港第二位擔任議政局（即後來的行政局）議員的華人，與大律師何啟有戚誼。1895年初，黃詠商經何啟介紹，結識中國近現代革命家、後任中國國民黨總理的孫中山，後旋即參加興中會活動。該年2月，興中會總機關於香港成立，其取“ 乾元奉行天命，其道乃亨”之義，定居於“乾亨行”，以行動掩護革命運動。同年，於孫中山、楊衢雲策劃廣州起義時，變賣位於香港蘇杭街的祖產洋樓一幢，得款8000元，以充軍費。起義失敗後復避居澳門，數年後病逝。